# Nombre de Dios (Panama)
Nombre de Dios è un comune (corregimiento) della Repubblica di Panama situato nel distretto di Santa Isabel, provincia di Colón. Si estende su una superficie di 143,5 km² e conta una popolazione di 1.130 abitanti (censimento 2010).